# Иван Либишанов
Иван Либишанов (Любишанов) (изписване до 1945 година: Иванъ Либишановъ, Любишановъ) е български предприемач и революционер, деец на Вътрешната македоно-одринска революционна организация.

## Биография
Иван Либишанов е роден през 1857 година в град Енидже Вардар (Па̀зар), тогава в Османската империя, днес Яница в Гърция. Остава неграмотен, но има свой дюкян и издържа голямо семейство. Същевременно се присъединява към градския комитет на ВМОРО в Енидже Вардар.
Няма сведения за живота и дейността му след 1907 година. Синът му Божин Либишанов също е дюкянджия и след Младотурската революция от юли 1908 година участва в управителното бюро на Съюза на българските конституционни клубове в Енидже Вардар.